# FMきりしま
株式会社FMきりしま（エフエムきりしま）は、鹿児島県霧島市および姶良市の各一部地域を放送区域として超短波放送（FM放送）を行う特定地上基幹放送事業者である。プラスきりしまの愛称でコミュニティ放送を行っている。

## 概要

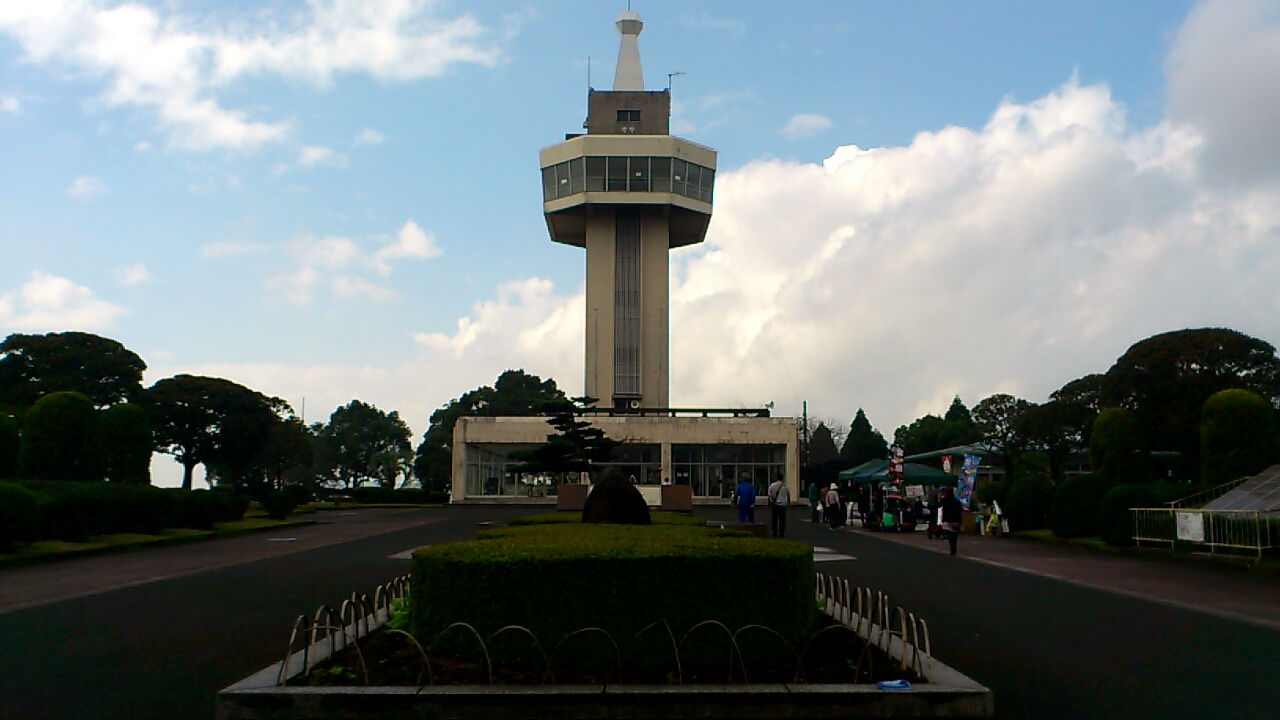
送信所が設置されている城山公園展望台（画像は送信アンテナ設置前に撮影）

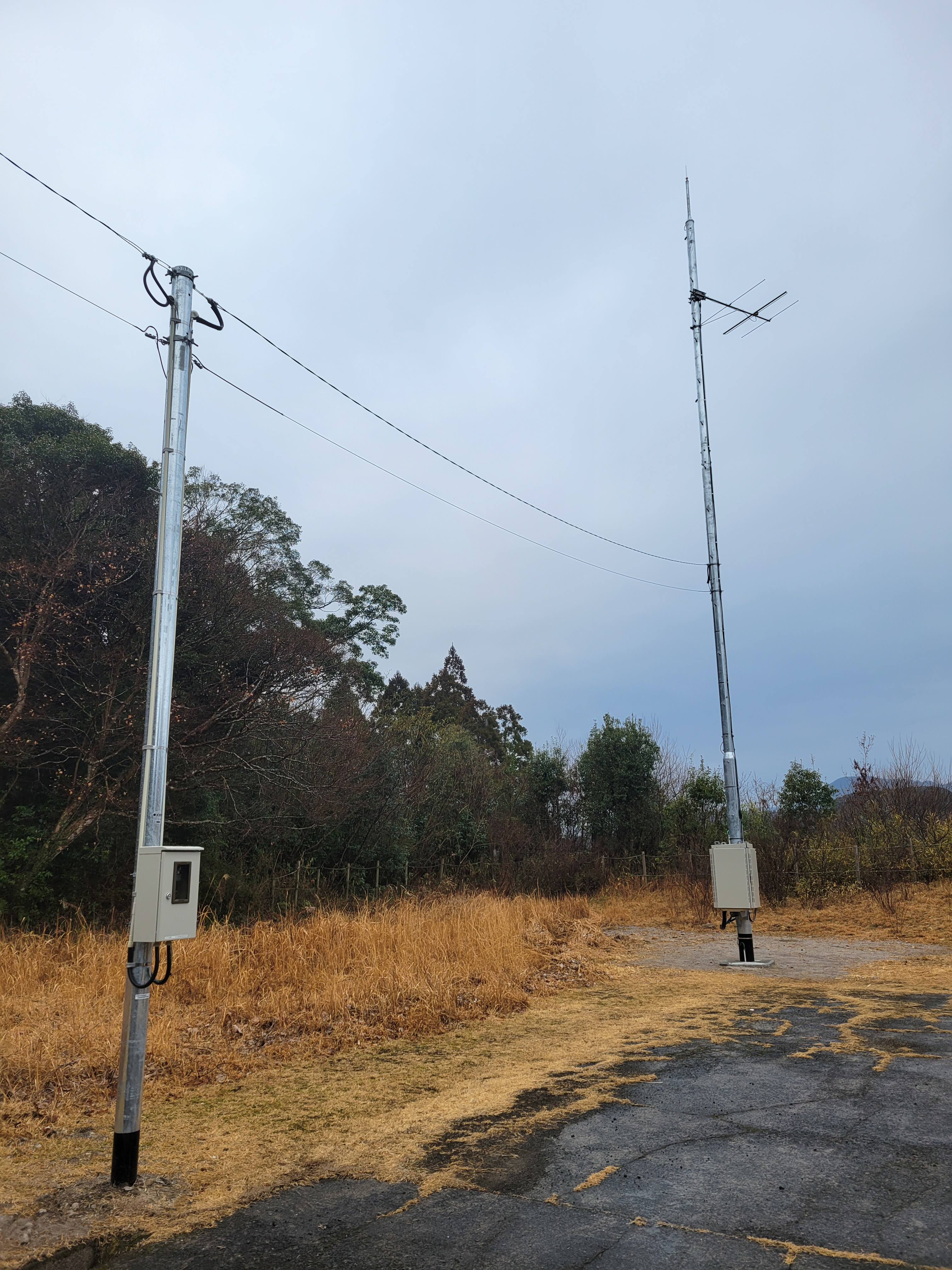
横川地区・あさひ公園に2022年度に整備されたギャップフィラー中継局

霧島市は2005年（平成17年）に1市6町の合併で発足したが、住民は自身が居住する合併前の地域以外には無関心な傾向があった。
そうした現況を改めようと、プラスきりしまは市内各地域の情報を提供することで霧島市の一体化を図り、防災情報の提供も実施するコミュニティ放送局として開局した。
愛称のプラスきりしまを略した「プラきり」も公式サイトのアドレスや番組名（プラきりイブニング）などで使用されている。
送信所は霧島市国分の城山公園にあり、周波数76.9MHz、空中線電力20Wで送信し、霧島市内の92.5%の世帯が放送区域に含まれている。旧横川町（市北西部）の大部分が放送区域から外れていることから、2022年度に霧島市が受信障害対策中継局（ギャップフィラー）を整備し大隅横川駅周辺が放送エリアに加わった。
スマートフォン向けの専用アプリケーション「FM++」（エフエムプラぷら）が公開されており、直接受信が出来ない地域でもアプリを利用することで、インターネット上でプラスきりしまの放送を聴取することが出来る。

## 番組
24時間放送ではあるが、一般番組は主に7時から22時までの間に放送。2023年時点では全番組が自社制作であった。2025年4月以降は『スターダスト・レビューの星になるまで』が外部制作番組として放送されている。
平日の朝・昼・夕方は生放送、その他の時間帯は収録番組と再放送、音楽放送（フィラー）となる。土曜日と日曜日は収録番組と再放送、音楽放送となる。また、霧島市の行政情報が朝と夕方の1日2回、告知される。
2022年より鹿児島県内のコミュニティ放送局では初めて「AIアナウンサー」を導入しており、局内が無人の時（夜間や土日など）にも自動で避難情報などを放送できる体制となっている。一例として、同年9月の台風14号（鹿児島県で初めて特別警報が発令された台風）接近時には数十分おきに最新の気象情報を提供している。

### 番組一覧
放送時間は特記なき限り2024年4月時点のもの。
- おはようきりしま（月-金 7:00-8:54[7]）
- 769よいやんせ霧島（月-金 15:00-16:25、（再）10:00-11:25[7]）
- プラきりイブニング（月-金 17:00-18:55[7]）
- 吉本芸人・パイナップルつばさと（仮）たろう「霧島、ラジオやってるよ」（月 12:00-13:54、（再）土　19:00 - 20:54[7]）
- マリJunJunの演歌パラダイス（火 12:00-13:54、（再）土 17:00-18:54[7]）
- らじおdeサロン〜まあゆっくり楽しむか〜（水 12:00-13:54、（再）土 13:00-14:54[7]）
- Vu.遊Thursday（木 12:00-13:54、（再）土 15:00-16:54[7]）
- あっことあやののひるドキッ☆給湯室2（金 12:00-13:54、（再）土 11:00-12:54[7]）
- 月光列車〜きりしまへの切符〜（日 21:30-22:00） - 2025年4月より放送。2025年3月まではFMぎんが（鹿児島市、2025年4月に運用を休止したコミュニティ放送局）で『月光列車〜ぎんがの車窓から〜』の番組名で『スターダスト・レビューの星になるまで』と併せて放送していた。
- AI天気予報（随時放送） - 2024年4月時点では平日と日曜日は7回、土曜日は8回放送していた[7]。

## プラスきりしまカード
2013年6月の開局にあわせて、協同組合情報タウンきりしまが発行していた従来の「縄文きずなカード」（ポイントカード）をリニューアルする形式で「プラスきりしまカード」の発行が開始された。2013年6月現在の加盟店数は約150店、会員数は約3000人である。
前身となった縄文きずなカードは、市町村合併前の国分市において1998年（平成10年）11月に運営が開始された。「縄文」は市内にある上野原遺跡にちなんで名付けられたものであった。

## 沿革
- 2012年（平成24年）11月15日 - 株式会社FMきりしま設立
- 2013年（平成25年）
  - 5月29日 - 特定地上基幹放送局の予備免許を取得
  - 6月17日 - 試験放送を開始
  - 6月26日 - 特定地上基幹放送局の免許を取得[9]
  - 6月27日 - 鹿児島県11番目[注釈 1]のコミュニティ放送局[4]として開局。
- 2023年（令和5年）
  - 霧島市役所が横川地区に整備した受信障害対策中継局（ギャップフィラー）が開局。記念特番を同年4月1日に放送[10]（収録は同年3月25日[4]）。